# Кина, Сёкити
Сёкити Кина (яп. 喜納昌吉 кина сё:кити, род. 10 июня 1948) — японский музыкант и политик с Окинавы. В его музыке сочетаются окинавская народная музыка (особенно мелодия катяси), рок, рэгги, кантри и японский поп. Кина поёт на окинавском, японском и английском.
Отцом Сёкити был Сёэй Кина, известный исполнитель народных окинавских песен
Написанная Сёкити Киной в старшей школе песня «Хай-сай одзисан» в 1972—1973 годах стала хитом на Окинаве (а через 4 года — и по всей Японии), а позже песня «Цветы» стала популярной по всей Азии и была переведена на многие языки, её общий тираж составил 30 млн копий (более чем в 60 странах).
Успех «Хай-сай одзисан» привёл к популяризации окинавской музыки в Японии, благодаря чему многие музыканты стали использовать её элементы, в том числе «окинавский звукоряд», в своих композициях.
Кина со своей группой «Сёкити Кина и Чамплуз» (яп. 喜納昌吉＆チャンプルーズ, «всё вперемешку») дебютировал в 1977 году, выпустив первый альбом.
Кина был важной фигурой японского фолк-рока в 1970-х и 1980-х годах, также он первый стал использовать в окинавской музыке электронные инструменты. Его считают духовным лидером окинавских музыкантов-активистов 1960-х.
В 1993 году Кина участвовал в организации фестиваля Нирайканай, проведённого на Окинаве в ознаменование года коренных народов ООН. В 1994 году Кина вместе с индейскими исполнителями выступил в США на концерте у мемориала Линкольну, завершившем «Поход за справедливость 1994 года» (англ. Walk for Justice 1994), призванному привлечь внимание публики к проблемам американских индейцев. Это был его первый концерт в США, за исключением Гавайев.
Кина продвигает связи окинавцев и различных народов, например, в 1998 году в рамках американских гастролей он выступал в резервациях Пайн-Ридж и Онондага. В рамках проекта, названного White Strip of Peace в противовес «чёрным кораблям Перри», Кина с группой из сорока окинавцев, трёх айнов, нескольких десятков японцев, американских индейцев и «просвещённых белых» проехал на машинах от калифорнийского университета в Беркли до Онондага в штате Нью-Йорк, посетив индейские резервации, центры активизма за мир и штаб-квартиру ООН (при посещении которой он вручил генеральному секретарю ООН сансин — струнный окинавский инструмент — как символ мира). Особенно он старается поддержать связи окинавцев и айнов.
Кина основал организацию под названием «Сеть миротворцев за превращение всего оружия в музыкальные инструменты» (англ. All Weapons into Musical Instruments Peacemakers Network), которая собирает оружие в разных странах и сооружает из него монументы миру. Например, в рамках этого проекта в 2002 году на церемонии, проведённой в Японии, он получил от индийского министра обороны старый пулемёт, а взамен вручил ему сансин.
В 2004 году Кина стал депутатом верхней палаты японского парламента {от Демократической партии Японии по многомандатному пропорциональному округу.
В 2021 году Кина начал выступать дуэтом с певицей GWINKO.